# 威格莫尔街

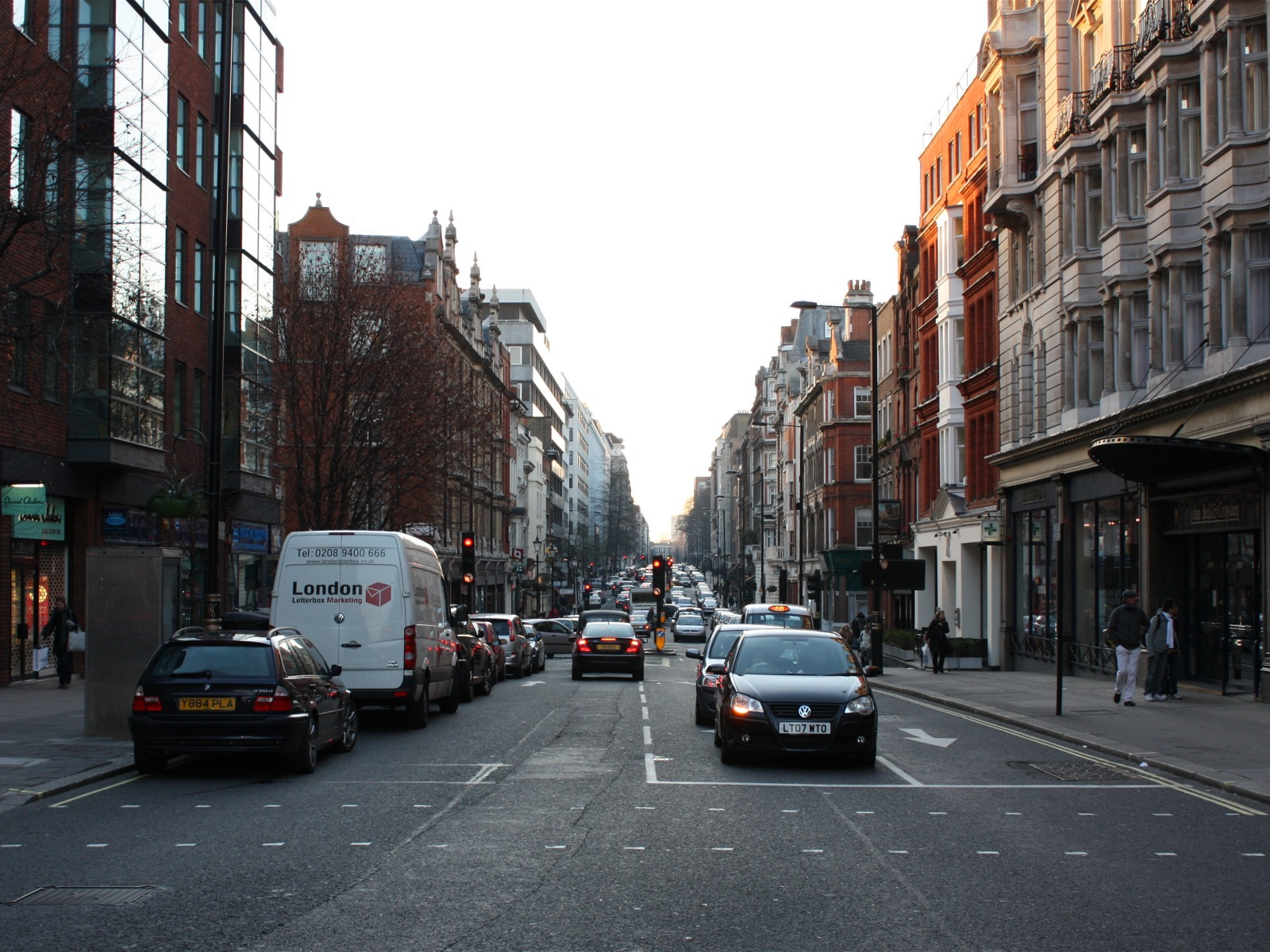
威格莫尔街

威格莫尔街（Wigmore Street）是英国伦敦西区西敏市的一条街道，长约600码，在牛津街以北与之平行，西到波特曼广场，东到卡文迪什广场。 
著名的威格莫尔音乐厅位于威格莫尔街北侧，威尔贝克街路口东侧。1968年，披头士的苹果唱片公司在威格莫尔街95号成立，后来才迁往萨佛街。
最近的地铁站在南面的牛津街上：西端的大理石拱门站、中间的邦德街站以及东端的牛津圆环站。
温坡街（Wimpole Street）与威格莫尔街转角是1879年斯特奇斯诉布里奇曼案的发生地。